# Mary Wroth
Mary Wroth, née Mary Sidney en 1587, morte en 1652, est une poétesse et une romancière anglaise de la Renaissance. Membre d'une famille littéraire distinguée, Mary Wroth est parmi les premières écrivaines britanniques à avoir atteint une notoriété durable.

## Biographie
Mary Sidney est née le 18 octobre 1587. Sa mère est Barbara Sidney (née Gamage), une riche héritière et une cousine de Walter Raleigh (un écrivain, poète, courtisan, officier et explorateur, et son père est Robert Sidney, 1er comte de Leicester. Son père est également poète, gouverneur de Flessingue, et issu d’une famille de lettrés. Mary Wroth est ainsi la nièce de Mary Herbert née Sidney (comtesse de Pembroke et l'une des écrivaines et mécènes femmes du XVIe siècle les plus distinguées), et de Philip Sidney, un célèbre poète et courtisan élisabéthain.
Son père, Robert Sidney,  se trouvant souvent éloigné par ses fonctions de gouverneur, Mary Wroth passe une partie de son enfance dans la maison de sa tante Mary Sidney. Un portrait d’elle au sein d’un portrait de groupe de Mary Sidney et de ses enfants, est  peint par Marcus Gheeraerts le Jeune en 1596. Elle a le privilège de bénéficier d’une éducation de qualité. Avec ses origines et ses liens familiaux, une carrière à la cour est presque inévitable. En tant que jeune femme, Lady Mary appartient à la sphère des proches de la reine Anne de Danemark et participe activement à ses divertissements.
Le 27 septembre 1604, le roi Jacques Ier la marie à Robert Wroth, de Loughton. Leur manoir dans cette cité de Loughton, le Loughton Hall, voit passer les grandes figures littéraires de l'époque. Pourtant, leur mariage n'est pas  heureux. Les problèmes entre les deux époux commencent par des difficultés de paiement de la dot par son père. Robert Wroth semble être également un joueur, un coureur de jupons et un ivrogne. D’autres preuves de l'union malheureuse proviennent du poète et ami Ben Jonson, qui note que «Dame Wroth est indignement mariée à un mari jaloux». Plusieurs lettres de Mary Wroth à la reine Anne se réfèrent aussi aux pertes financières subies par son mari. En février 1614, Mary donne naissance à un fils. Un mois après, son mari Robert Wroth meurt, laissant Mary profondément endettée. Deux ans plus tard, le fils de Mary Wroth meurt à son tour. 

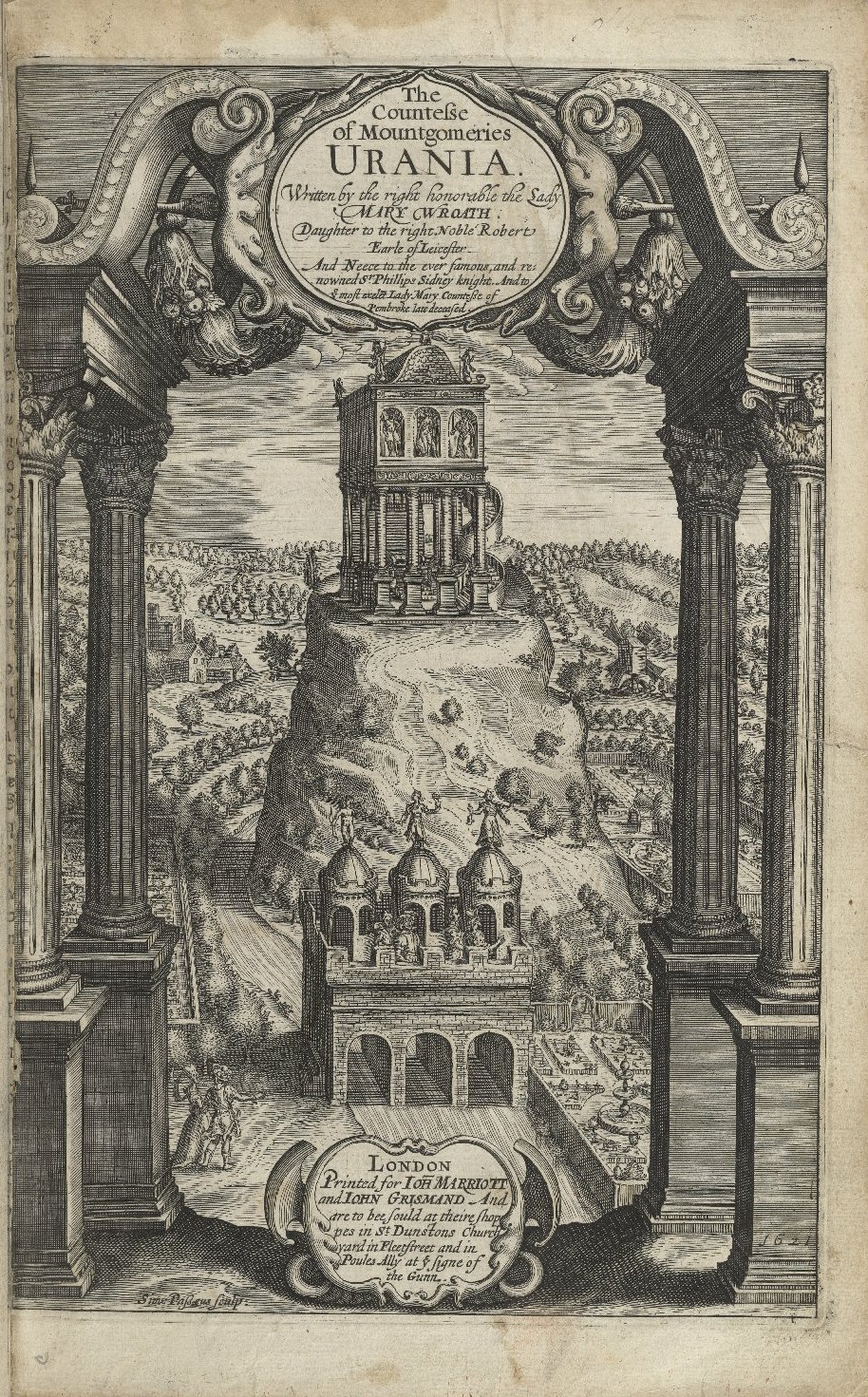
La couverture dUrania, première édition, en 1621

Mary Wroth se fait progressivement connaître pour ses productions littéraires. Après la mort de son mari, elle commence une relation avec son cousin William Herbert, 3e comte de Pembroke. Mary et William partagent un intérêt commun pour les arts et la littérature et se connaissent depuis l’enfance. Ils ont au moins deux enfants illégitimes. Mais William Herbert est également très proche de la reine Anne.
Mary Wroth est la première femme en Angleterre à publier un drame pastoral, Love’s Victory, vers 1620.
Surtout, en 1621, Mary Wroth publie le premier roman à clef anglais écrit par une femme, The Countess of Mongomery’s Urania, décrivant les amours de Pamphilia et de son amant Amphilanthus. Cet ouvrage, où une femme choisit l'homme qu'elle veut aimer, fait scandale car son autrice loue l’indépendance de cette femme au lieu de la condamner. Il fait aussi scandale parce qu’une partie des lecteurs identifie dans ce récit présenté comme une fiction des éléments autobiographiques, et, qui plus est, des faits qui touchent la famille royale : dans Urania, la reine, jalouse, exile sa rivale afin d’obtenir son amant. Des personnalités de la cour d'Angleterre critique son auteure pour décrire sa vie privée sous couvert de fiction. Le roman est bien vite interdit, dès décembre 1621. 
Qu'importe  alors si l'ouvrage comprend également en annexe un recueil de sonnets, Pamphilia to Amphilanthus, d'inspiration pétrarquiste, mettant en scène une voix féminine, ce qui constitue également une première.

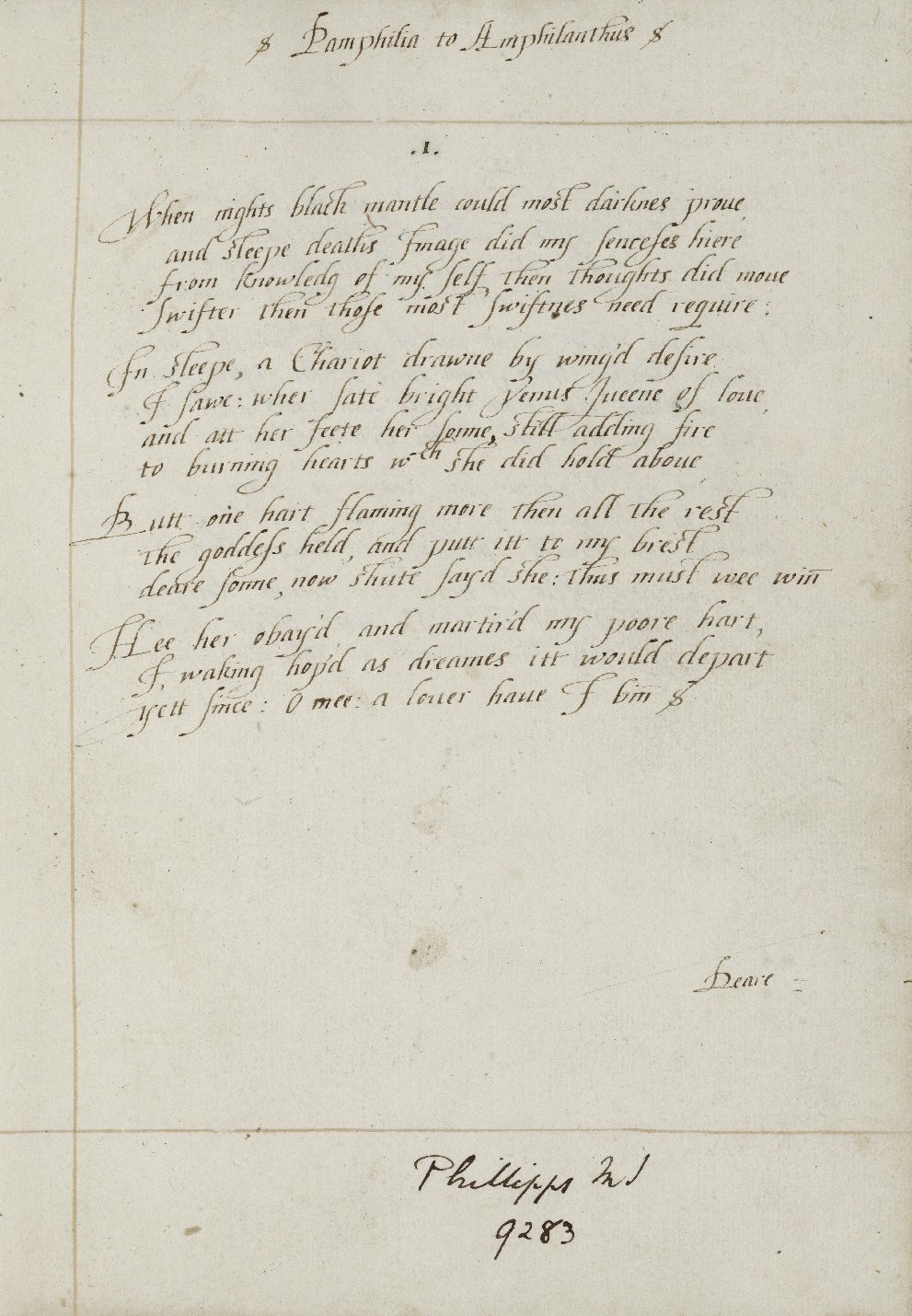
Le premier sonnet du manuscrit de Pamphilia to Amphilanthus, c. 1620

Après ce scandale entourant la publication d’Urania, elle quitte la cour du roi Jacques Ier d'Angleterre, et est abandonnée par William Herbert. On connaît mal ses dernières années, mais on sait qu'elle a continué à faire face à de grandes difficultés financières.
Elle meurt vers 1652.